# La Trêve (film, 2010)
Pour les articles homonymes, voir La Trêve.
Pour plus de détails, voir Fiche technique et Distribution.
La Trêve (Перемирие, Peremirie) est un film russe réalisé par Svetlana Proskourina, sorti en 2010.
Il est présenté au festival Kinotavr en 2010 où il remporte le Grand Prix.

## Synopsis
Dans une ville perdue en Russie, un jeune chauffeur routier livré à lui-même et confronté aux épreuves de la vie, va découvrir durant son voyage la saleté, la pauvreté, le vol, les bagarres, le désespoir.

## Fiche technique
- Titre : La Trêve
- Titre original : Перемирие, Peremirie
- Réalisateur : Svetlana Proskourina
- Scénario : Dmitri Sobolev
- Photographie : Oleg Loukitchev
- Direction artistique : Dmitri Onichtchenko
- Costumes : Regina Khomskaïa
- Montage : Sergueï Ivanov
- Son : Vladimir Persov
- Caméra : Grigori Volodine
- Décors : Konstantin Karpov
- Compositeur : Sergueï Chnourov
- Casting : Marina Karnaïeva
- Maquillage : Elena Ermakova
- Assistant réalisateur : Daria Artiomova
- Studio : Mosfilm, Slon
- Production : Sabina Eremeeva
- Genre : drame, road movie
- Format : Couleur - 2,20:1
- Pays : Russie
- Langue : russe
- Durée : 95 minutes
- Sortie : 2010

## Distribution
- Ivan Dobronravov : Egor Matveïev, chauffeur routier
- Youri Itskov : San Sanytch, oncle de Egor
- Sergueï Chnourov : Guena Sobakine
- Nadejda Toloubeïeva : Katia Poletaïeva
- Alekseï Vertkov : Timokha, agent de milice
- Eduard Fedachko : Quasimodo
- Andreï Feskov : prêtre
- Alekseï Goloubkov : Viktor Popov
- Aleksandr Popov : Valeri Popov
- Sergueï Tsepov : Mikhaïl Ivanovitch
- Irina Tovologuina : Natacha, femme de Guena Sobakine
- Albina Tikhanova : tante des jumeaux
- Natalia Sedykh : médecin de Moscou
- Elena Natessina : fille dans la résidence étudiante
- Viktor Jalsanov : Marat Zaguidov
- Viatcheslav Chikhaleïev : Zabortchouk, sous-officier
- Anatoli Bezmakov : Nikolaï
- Andreï Nikichine : mari de Lida
- Sergueï Kadnikov : le fiancé

## Prix
- Kinotavr 2010 : Grand Prix.